# 林則清
林 則清（はやし のりきよ、1942年2月1日 - ）は、日本の警察官僚。元警察庁刑事局長。最終階級は警視監。

## 経歴
富山県立富山中部高等学校を経て、1964年3月一橋大学経済学部卒。民間企業勤務を経て、1969年3月東京大学法学部卒。1969年6月、国家公務員I種として警察庁入庁。入庁同期に、漆間巌、金重凱之、中田好昭（関東管区警察局長）など。岐阜県警察本部長、警察庁官房人事課長、警察庁刑事局暴力団対策部長、警視庁公安部長、1998年3月警視庁副総監を経て、1999年1月18日、警察庁刑事局長に就任。2000年退官。2001年1月日立製作所顧問。2002年6月には地元富山の北陸銀行監査役に就任。2003年9月には北陸銀行と、北海道銀行の経営統合により誕生したほくほくフィナンシャルグループ監査役に就任。2009年日立情報システムズ顧問就任。

## 人物
警察官僚として刑事畑の王道を進んできた人物で、組織犯罪対策、暴力団対策など社会的影響力の強い事案を中心に多くの実績をあげてきた。
近年社会問題となっている組織犯罪では組織犯罪対策のスペシャリストと評されており、暴力団などの組織犯罪対策で幾つもの勲功をあげた。特に警察庁暴対部長当時は暴力団対策法施行に伴い全国に号令をかけて強化的に暴力団対策運動を推進。全国中に「暴力団追放キャンペーン」を張らせ、暴力団という暴力団を市街から一掃させた。暴力団は市民の敵なので社会的にも警察内部でも林の行動は高く評価され、全国的に名が知られていった。この為、暴力団関係者からは恐れられておりやっかみや反発も多く見られたが、それらも打ち払う姿勢で積極的に暴対運動に尽力。
また、本来は畑違いではあったものの、1996年からは國松孝次により警視庁公安部長に抜擢され、思想犯・宗教団体にも目を光らせ、オウム真理教事件の捜査指揮もしていたといわれている。警察庁刑事局長時代、警察庁暴対部長時代は政府参考人として国会へ出席する機会も多く、国会関係者によれば強気な姿勢で豪胆なタイプの官僚であったとされる。
日本の刑事警察における指揮官たる警察庁刑事局長にまで昇りつめ、暴対運動を積極的に推進した。警察庁刑事局長在任中の2000年、桶川ストーカー殺人事件への対応をしているなか、「体が動かなくなった」と不調を訴えて入院し、過労と診断された。同年には佐藤英彦警察庁次長も執務中に倒れ、入院する異例の事態が続いていた。同年8月24日退官。その後は日立製作所顧問に就任。日本中央競馬会審査会委員も兼務している。
他に、組織犯罪対策関連の書籍を幾つも出版しており、組織犯罪が横行する昨今、再び注目を集めている。
また、生前の渡邉恒雄（読売新聞本社会長・主筆）とは確執があったらしく、渡邉に対してかなりの苦言を呈していたことが知られている。

## 備考
一橋大学経済学部を卒業後、民間企業勤務を経てから東京大学法学部を卒業している関係上、同じキャリア組でも同期生まれの者たちより警察組織に入ったのが5年ほど遅い。退官直前の体調不良といった事情もあるが、警視総監になれなかったのは警察界入りが他の同世代よりも遅かったためという意見もある。とはいえ、キャリアであっても警視総監・警察庁長官まで出世できる者は少ないため、警視監まで出世したことを考えれば妥当な出世であったといえる。